# Piet Velthuizen
Piet Hubertus Velthuizen (Nimega, Países Bajos, 3 de noviembre de 1986) es un exfutbolista neerlandés que jugaba como guardameta, su último equipo fue el Fortuna Sittard de la Eredivisie de los Países Bajos.

## Trayectoria
Velthuizen se formó en las categorías inferiores del SCE, Quick 1888, Vitesse y AGOVV Apeldoorn. En 2006 dio el salto definitivo al primer equipo del Vitesse. En la temporada 2006-07 jugó 8 encuentros, y las tres siguientes temporadas fue el guardameta indiscutible del equipo, las temporadas 2007-08 y 2008-09 jugó 33 partidos cada una de 34 de liga y en la temporada 2009/10 jugó los 34 partidos.
Ostenta el honor de ser elegido el jugador del año por los aficionados del Vitesse en dos temporadas (2007-08 y 2009-10). El medio de comunicación neerlandés Omroep Gelderland le otorgó el premio al futbolista del año 2009/10.
El 24 de agosto de 2010 se convirtió en jugador del Hércules por 4 temporadas. Velthuizen le restaba un año más de contrato con el Vitesse, y el Hércules pagó 0,8 millones de € por su traspaso. Debutó en Liga el 28 de noviembre de 2010 contra el Levante que terminó ganando 3-1 con una buena actuación de Velthuizen.[cita requerida]

## Selección nacional
En 2008 jugó con los Países Bajos los Juegos Olímpicos de Pekín. Con la selección absoluta fue convocado por primera vez el 21 de marzo de 2008 en un partido amistoso contra Austria, si bien, no debutó hasta el 5 de septiembre de 2009 en un amistoso contra Japón.

## Clubes
| Club                 | País         | Año       |
| -------------------- | ------------ | --------- |
| S. B. V. Vitesse     | Países Bajos | 2006-2010 |
| Hércules C. F.       | España       | 2010-2011 |
| S. B. V. Vitesse     | Países Bajos | 2011-2016 |
| Hapoel Haifa F. C.   | Israel       | 2016-2017 |
| A. C. Omonia Nicosia | Chipre       | 2017      |
| AZ Alkmaar           | Países Bajos | 2018-2019 |
| S. C. Telstar        | Países Bajos | 2020      |
| Fortuna Sittard      | Países Bajos | 2021-2022 |